# Ambasada Gabonu w Warszawie
Ambasada Gabonu w Warszawie (franc. Ambassade du Gabon à Varsovie) – placówka dyplomatyczna Republiki Gabońskiej, funkcjonująca w latach 1977-1979.

## Historia
Stosunki dyplomatyczne pomiędzy Polską a Gabonem nawiązano w 1976. Władze Gabonu otworzyły ambasadę w Warszawie w 1977. Mieściła się w hotelu Forum przy ul. Nowogrodzkiej 24-26 (1977)), następnie przy ul. Rejtana 15 (1978-1979). Po zamknięciu misji w Warszawie Gabon był reprezentowany w Polsce przez przedstawicielstwa tego kraju za granicą, obecnie z siedzibą w Ministerstwie Spraw Zagranicznych (Ministère des Affaires Etrangères, de la Coopération et de la Francophonie) w Libreville.